# سهره رخ‌زرد
سهره رخ‌زرد (نام علمی: Spinus yarrellii) گونه‌ای سهره از خانواده سهرگان راستین است که در برزیل و ونزوئلا یافت می‌شود.
زیستگاه طبیعی آن کوه‌های مرطوب نیمه‌گرمسیری یا گرمسیری، بوته‌های خشک نیمه‌گرمسیری یا گرمسیری، زمین‌های کشاورزی، کشت کلان و مناطق شهری است.